# Bernhard Schorbach
Bernhard Schorbach (* 1897 in Hundshausen; † 1964) war ein nordhessischer Landwirt und Heimatdichter.

## Leben
Schorbach wurde in dem kleinen Dorf Hundshausen, heute Ortsteil der Gemeinde Jesberg im Schwalm-Eder-Kreis, in eine Landwirtsfamilie geboren und wurde selbst Landwirt. Seine Gedichte, in den 1920er Jahren veröffentlicht, handelten vom Leben und der Arbeit auf dem Land.
In seinem Heimatdorf ist heute eine Straße nach ihm benannt.

## Werke
- Verse hinterm Pflug. Gedichte eines hess. Bauernburschen. N. G. Elwertsche Verlagsbuchhandlung, Marburg 1922.
- Landjugend, heraus! Heimatschollen-Verlag, Melsungen 1924.
- Sichelklang und Ährenrauschen. Neue Gedichte eines Bauersmannes. Bernecker, Melsungen 1925.